# وجلپور
وجلپور (به انگلیسی: Vejalpur) یک منطقهٔ مسکونی در هند است که در Ahmedabad district واقع شده‌است.

## خصوصیات
وجلپور ۱۱۳٬۳۰۴ نفر جمعیت دارد و ۱۳۳ متر بالاتر از سطح دریا واقع شده‌است.